# Echinoderes
Echinoderes is een geslacht van stekelwormen uit de familie van de Echinoderidae.

## Soorten
- Echinoderes abbreviatus Higgins, 1983
- Echinoderes agigens Bacescu, 1968
- Echinoderes andamanensis Higgins & Rao, 1979
- Echinoderes angustus Higgins & Kristensen, 1988
- Echinoderes aquilonius Higgins & Kristensen, 1988
- Echinoderes arlis Higgins, 1966
- Echinoderes asiaticus Adrianov, 1989
- Echinoderes aureus Adrianov, Murakami & Shirayama, 2002
- Echinoderes bengalensis Timm, 1958
- Echinoderes bermudensis Higgins, 1982
- Echinoderes bispinosus Higgins, 1982
- Echinoderes bookhouti Higgins, 1964
- Echinoderes brevicaudatus Higgins, 1977
- Echinoderes cantabricus Pardos, Higgins & Benito, 1998
- Echinoderes capitatus (Zelinka, 1928)
- Echinoderes caribiensis Kirsteuer, 1964
- Echinoderes cavernus Sørensen, Jørgensen & Boesgaard, 2000
- Echinoderes citrinus Zelinka, 1928
- Echinoderes coulli Higgins, 1977
- Echinoderes druxi d'Hondt, 1973
- Echinoderes dujardini Claparède, 1863
- Echinoderes ehlersi Zelinka, 1931
- Echinoderes elongatus Nyholm, 1947
- Echinoderes eximus Higgins & Kristensen, 1988
- Echinoderes ferrugineus Zelinka, 1928
- Echinoderes filispinosus Adrianov, 1989
- Echinoderes gerardi Higgins, 1978
- Echinoderes higginsi Huys & Coomans, 1989
- Echinoderes hispanicus Pardos, Higgins & Benito, 1998
- Echinoderes horni Higgins, 1983
- Echinoderes imperforatus Higgins, 1983
- Echinoderes koreanus Adrianov, 1999
- Echinoderes kozloffi Higgins, 1977
- Echinoderes krishnaswamyi Higgins, 1985
- Echinoderes kristenseni Higgins, 1985
- Echinoderes lanceolatus Chang & Song, 2002
- Echinoderes levanderi Karling, 1954
- Echinoderes malakhovi Adrianov, 1999
- Echinoderes maxwelli Omer-Cooper, 1957
- Echinoderes multisetosus Adrianov, 1989
- Echinoderes newcaledonicus Higgins, 1967
- Echinoderes nybakkeni Higgins, 1986
- Echinoderes pacificus Schmidt, 1974
- Echinoderes pennaki Higgins, 1960
- Echinoderes peterseni Higgins & Kristensen, 1988
- Echinoderes pilosus Lang, 1949
- Echinoderes remanei (Blake, 1930)
- Echinoderes riedli Higgins, 1966
- Echinoderes sensibilis Adrianov, Murakami & Shirayama, 2002
- Echinoderes setiger Greef, 1869
- Echinoderes spinifurca Sorensen, Heiner & Ziemer, 2005
- Echinoderes steineri Chitwood, 1951
- Echinoderes stockmani Adrianov, 1999
- Echinoderes sublicarum Higgins, 1977
- Echinoderes svetlanae Adrianov, 1999
- Echinoderes tchefouensis Lou, 1934
- Echinoderes teretis Brown, 1985
- Echinoderes truncatus Higgins, 1983
- Echinoderes tubilak Higgins & Kristensen, 1988
- Echinoderes ulsanensis Adrianov, 1999
- Echinoderes wallacea Higgins, 1983
- Echinoderes worthingii Southern, 1914